# Čistič vody
Čistič vody je pomocné zařízení parního kotle, které má za úkol zachytávat část minerálních látek, tvořících kotelní kámen dříve, než proniknou do kotle. V Čističi vody se také voda ohřeje na teplotu vody v kotli, a proto neochlazuje kotlové stěny a nepůsobí tak jejich pnutí.
Čističe vody se montovaly buď vně kotle nebo do vnitřku parního dómu (měla-li lokomotiva více parních dómů). 
Konstrukčně se jednalo o členité těleso, v němž byla ohřívána napájecí voda až na teplotu páry v kotli. Přitom se z vody vylučuje kotelní kámen, který se zachycoval na povrchu čističe. Relativně malý čistič vody bylo snazší zbavit vzniklého kamene, než vymýt celý kotel.
Čistič vody montovaný vně kotle je samostatná malá tlaková nádoba, do níž je přiváděna napájecí voda a pára z kotle. Napájecí voda je nucena protékat samospádem vnitřním labyrintem čističe a ohřívá se přiváděnou párou. Z čističe, umístěného nad kotlem, pokračuje samospádem do kotle.
Čističe vody uvnitř kotle jsou montovány obvykle do parního dómu. Jedná se o soustavu korýtek nebo misek, mezi nimiž voda stéká. Tyto součásti na sebe opět nabalují kotelní kámen.
Po určité době provozu bylo třeba čistič otevřít a obvykle za pomoci kladiva jej zbavit nánosů vzniklého kotelního kamene.